# Patsy Willard

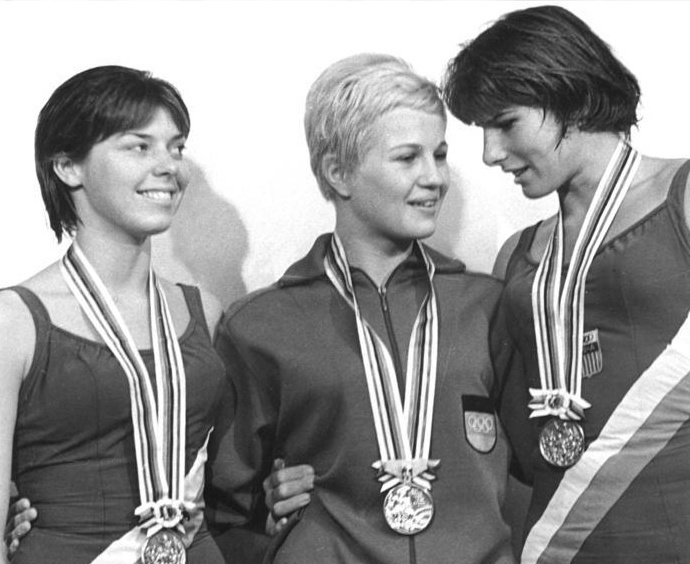
Siegerehrung 1964 von links nach rechts: Jeanne Collier, Ingrid Engel-Krämer, Patsy Willard

Mary Patricia „Patsy“ Willard, nach Heirat Mary Patricia Heckel,  (* 18. Mai 1941 in Phoenix, Arizona) ist eine ehemalige Wasserspringerin aus den Vereinigten Staaten, die 1964 Olympiadritte wurde.

## Karriere
Bei den Olympischen Spielen 1960 in Rom erreichten acht Springerinnen das Finale im Kunstspringen vom Drei-Meter-Brett. Willard war als Achte ins Halbfinale eingezogen und verbesserte sich auf den siebten Platz. Im Endkampf erhielt sie die viertbeste Wertung und belegte damit auch den vierten Platz in der Gesamtwertung hinter Ingrid Krämer aus der DDR, Paula Pope aus den Vereinigten Staaten und Elizabeth Ferris aus dem Vereinigten Königreich. 1963 belegte Willard bei den Panamerikanischen Spielen in São Paulo den dritten Platz hinter ihrer Landsfrau Barbara McAlister und der Kanadierin Judy Stewart. 1964 bei den Olympischen Spielen in Tokio traten im Kunstspringen vom Drei-Meter-Brett Jeanne Collier, Patsy Willard und Susan Gossick für die Vereinigten Staaten an. Alle drei erreichten das Finale. Dort gewann, wie in der Qualifikation, Ingrid Engel-Krämer aus der DDR, Collier, Willard und Gossick belegten die Plätze zwei bis vier.
Patsy Willard sprang für die Arizona State University und für das Dick Smith Swim Gym in Phoenix. 1964 war sie Meisterin der Vereinigten Staaten vom Ein-Meter-Brett und vom Zehn-Meter-Turm. 1960, 1962 und 1963 war sie Hallenmeisterin vom Ein-Meter-Brett.